# The Chordettes
The Chordettes foi um quarteto formado por mulheres que cantava músicas populares e tradicionais, além de cantar a capella. O quarteto foi formado em 1946 na cidade de Sheboygan, no estado norte-americano de Wisconsin. As suas canções mais bem-sucedidas são "Mr. Sandman" e "Lollipop".
O quarteto era composto inicialmente por Janet Ertel (1913 - 1988), Alice Mae Spielvogel (1925 - 1981), Dorothy "Dottie" Schwartz (1927 - 2016) e Jinny Osborn (1927 - 2003). Em 1947, Alice Mae Spielvogel é substituída pela sua cunhada Carol Buschmann (1927 - 2023). Em 1952, Lynn Evans (1924 - 2020) substitui Dorothy "Dottie" Schwartz. Em 1953, Jinny Osborn é substituída temporariamente por Margie Needham (19??-), pois engravidou. Em 1957, Nancy Overton (1926 - 2009) juntou-se ao grupo para substituir Janet Ertel nas performances ao vivo, pois Ertel, o membro mais velho do grupo, decidiu aposentar-se das tournées e dos espetáculos, aparecendo apenas em gravações e em programas de televisão. Em 1961, Osborn sai do grupo, que se desfez pouco tempo depois.

## Músicas famosas
- Mr. Sandman (1954)
- Teenage Goodnight (1956)
- Lay Down Your Arms (1956)
- The Wedding (1956)
- Born To Be With You (1956)
- Eddie My Love (1956)
- Just Between You And Me (1957)
- Soft Sands (1957)
- Lollipop (1958)
- Zorro (1958)
- A Girl's Work Is Never Done (1959)
- No Other Arms, No Other Lips (1959)
- Faraway Star (1961)
- Never On Sunday (1961)

## Membros
- Janet Ertel (1946-1963)
- Alice Mae Spielvogel (1946-1947)
- Dorothy "Dottie" Schwartz (1946-1952)
- Jinny Osborn (1946-1953 / 195?-1961)
- Carol Buschmann (1947-1963)
- Lynn Evans Mand (1952-1963)
- Marjorie "Margie" Needham Latzko (1953-19??)
- Nancy Overton (1957-1963)